# Kil (anatomia)
Kil – zaostrzona krawędź ciała niektórych zwierząt. Występuje m.in. u niektórych gadów i ryb.

## Kil u ryb
Zaostrzona krawędź ciała ryb występująca po stronie brzusznej, rzadziej na grzbiecie lub z boku ciała w postaci schodzących się dachówkowato łusek. Łuski tworzące kil często znacznie różnią się kształtem od pozostałych łusek (np. śledziowate lub ostrobokowate). U niektórych gatunków kil jest pozbawiony łusek. 
Kil na boku brzucha występuje m.in. u bolenia, płoci, czy uklei. Kil ten występuje na odcinku od płetw brzusznych aż do płetwy odbytowej. Kil grzbietowy występuje na odcinku za płetwą grzbietową (np. certa). Na bokach ciała kil występuje np. u ostrobokowatych, rekinokształtnych.

## Kil u gadów
Kilem gadów nazywany jest najczęściej ostro zakończony wyrostek skórny.